# Llista de topònims de la Baronia de Rialb
Llista de topònims (noms propis de lloc) del municipi de la Baronia de Rialb, a la Noguera
Informació actualitzada per un bot. Els canvis manuals es perdran quan s'actualitzi!

## cabana
| imatge | Nom                            | Ubicat a            | instància de | Detalls | coordenades                                                         | Protecció | Commons (més fotos) | Dades a WD                    |
| ------ | ------------------------------ | ------------------- | ------------ | ------- | ------------------------------------------------------------------- | --------- | ------------------- | ----------------------------- |
|        | Cabanasses                     | la Baronia de Rialb | cabana       |         | 41° 59′ 24″ N, 1° 09′ 21″ E / 41.990134152141°N,1.15571143347945°E  |           |                     | Modifica les dades a Wikidata |
|        | barraca dels Capellans         | la Baronia de Rialb | cabana       |         | 42° 02′ 27″ N, 1° 12′ 55″ E / 42.0409325272456°N,1.21517139878945°E |           |                     | Modifica les dades a Wikidata |
|        | cabana de Bernadí de Paracolls | la Baronia de Rialb | cabana       |         | 42° 03′ 11″ N, 1° 06′ 35″ E / 42.0529417019727°N,1.10970346361801°E |           |                     | Modifica les dades a Wikidata |
|        | cabana de Cal Pejan            | la Baronia de Rialb | cabana       |         | 42° 04′ 30″ N, 1° 06′ 52″ E / 42.0751128436552°N,1.11452144027954°E |           |                     | Modifica les dades a Wikidata |
|        | cabana de Pedra de Bitxer      | la Baronia de Rialb | cabana       |         | 42° 01′ 48″ N, 1° 08′ 43″ E / 42.0300622054646°N,1.14532838806927°E |           |                     | Modifica les dades a Wikidata |
|        | cabana de la Censada           | la Baronia de Rialb | cabana       |         | 42° 04′ 37″ N, 1° 06′ 33″ E / 42.0769260869297°N,1.10923337804482°E |           |                     | Modifica les dades a Wikidata |
|        | cabana de la Crica             | la Baronia de Rialb | cabana       |         | 42° 03′ 50″ N, 1° 06′ 26″ E / 42.063848337657°N,1.1073398618777°E   |           |                     | Modifica les dades a Wikidata |
|        | cabana del Batllés             | la Baronia de Rialb | cabana       |         | 42° 03′ 45″ N, 1° 06′ 14″ E / 42.0624351743912°N,1.10376561838565°E |           |                     | Modifica les dades a Wikidata |
|        | cabana del Cireró              | la Baronia de Rialb | cabana       |         | 42° 03′ 19″ N, 1° 06′ 47″ E / 42.0551419582277°N,1.11315477942825°E |           |                     | Modifica les dades a Wikidata |
|        | cabana del Tomeu               | la Baronia de Rialb | cabana       |         | 41° 55′ 56″ N, 1° 11′ 56″ E / 41.9322812855789°N,1.19901505596433°E |           |                     | Modifica les dades a Wikidata |
|        | cobert de Solans               | la Baronia de Rialb | cabana       |         | 41° 56′ 04″ N, 1° 11′ 40″ E / 41.9343329065499°N,1.19431357329983°E |           |                     | Modifica les dades a Wikidata |
|        | corral de Cal Pejan            | la Baronia de Rialb | cabana       |         | 42° 03′ 47″ N, 1° 07′ 24″ E / 42.0631698461737°N,1.12325056131877°E |           |                     | Modifica les dades a Wikidata |
|        | corral de Cal Tomàs            | la Baronia de Rialb | cabana       |         | 42° 01′ 57″ N, 1° 11′ 16″ E / 42.0325666399872°N,1.18764510483884°E |           |                     | Modifica les dades a Wikidata |
|        | corral de Martimà              | la Baronia de Rialb | cabana       |         | 42° 03′ 35″ N, 1° 08′ 10″ E / 42.0597859006596°N,1.13610031216981°E |           |                     | Modifica les dades a Wikidata |
|        | corral de la Censada           | la Baronia de Rialb | cabana       |         | 42° 03′ 48″ N, 1° 07′ 31″ E / 42.0634472579155°N,1.12534536402916°E |           |                     | Modifica les dades a Wikidata |
|        | era del Batllevell             | la Baronia de Rialb | cabana       |         | 42° 01′ 31″ N, 1° 08′ 31″ E / 42.0254046176885°N,1.14190054604693°E |           |                     | Modifica les dades a Wikidata |

## casa
| imatge | Nom                            | Ubicat a            | instància de | Detalls                                                  | coordenades                                                   | Protecció                                  | Commons (més fotos)                     | Dades a WD                    |
| ------ | ------------------------------ | ------------------- | ------------ | -------------------------------------------------------- | ------------------------------------------------------------- | ------------------------------------------ | --------------------------------------- | ----------------------------- |
|        | Cal Capell                     | la Baronia de Rialb | casa         | Estil: arquitectura popular                              | 41° 58′ 54″ N, 1° 13′ 14″ E / 41.9818°N,1.22067°E             |                                            | Cal Capell (la Baronia de Rialb)        | Modifica les dades a Wikidata |
|        | Cal Macià                      | la Baronia de Rialb | casa         | Estil: arquitectura popular                              | 41° 58′ 52″ N, 1° 13′ 12″ E / 41.981244°N,1.219933°E          |                                            | Cal Macià (la Baronia de Rialb)         | Modifica les dades a Wikidata |
|        | Cal Marçol                     | la Baronia de Rialb | casa         | Estil: arquitectura popular                              | 41° 58′ 53″ N, 1° 13′ 08″ E / 41.9813°N,1.21883°E             |                                            | Cal Marçol                              | Modifica les dades a Wikidata |
|        | Cal Tonetjoan                  | la Baronia de Rialb | casa         | Estil: arquitectura popular Estat: enderrocat o destruït | 41° 58′ 53″ N, 1° 13′ 12″ E / 41.981442°N,1.219999°E 649 msnm |                                            |                                         | Modifica les dades a Wikidata |
|        | Casa Trilla del Palau de Rialb | la Baronia de Rialb | casa         | Estil: arquitectura popular                              | 42° 00′ 46″ N, 1° 09′ 58″ E / 42.0129°N,1.16602°E 688 msnm    | bé integrant del patrimoni cultural català | Casa Trilla del Palau de Rialb          | Modifica les dades a Wikidata |
|        | Casa del Molí Nou              | la Baronia de Rialb | casa         | Estil: arquitectura popular                              | 42° 02′ 10″ N, 1° 10′ 47″ E / 42.0362°N,1.17967°E 474 msnm    | bé integrant del patrimoni cultural català | Casa del Molí Nou (la Baronia de Rialb) | Modifica les dades a Wikidata |
|        | Casa pairal                    | la Baronia de Rialb | casa         | Estil: arquitectura popular                              | 41° 58′ 41″ N, 1° 12′ 24″ E / 41.9781°N,1.20667°E 470 msnm    | bé integrant del patrimoni cultural català | Casa pairal a la Torre de Rialb         | Modifica les dades a Wikidata |

## castell
| imatge | Nom                           | Ubicat a            | instància de | Detalls | coordenades                                                            | Protecció                                            | Commons (més fotos) | Dades a WD                    |
| ------ | ----------------------------- | ------------------- | ------------ | ------- | ---------------------------------------------------------------------- | ---------------------------------------------------- | ------------------- | ----------------------------- |
|        | Castell de Pallerols de Rialb | la Baronia de Rialb | castell      |         | 42° 02′ 10″ N, 1° 12′ 52″ E / 42.036193°N,1.214389°E 820 msnm          |                                                      |                     | Modifica les dades a Wikidata |
|        | Castell de la Donzell         | la Baronia de Rialb | castell      |         | 42° 01′ 17″ N, 1° 09′ 10″ E / 42.021403°N,1.152837°E 679 msnm          | bé d'interès cultural bé cultural d'interès nacional |                     | Modifica les dades a Wikidata |
|        | castell de Tarabau            | la Baronia de Rialb | castell      |         | 42° 05′ 26″ N, 1° 09′ 39″ E / 42.0906222222°N,1.16074722222°E 997 msnm | bé cultural d'interès nacional                       | Castell de Tarabau  | Modifica les dades a Wikidata |

## cova
| imatge | Nom                  | Ubicat a                                | instància de | Detalls | coordenades                                                         | Protecció | Commons (més fotos) | Dades a WD                    |
| ------ | -------------------- | --------------------------------------- | ------------ | ------- | ------------------------------------------------------------------- | --------- | ------------------- | ----------------------------- |
|        | Espluga de les Olles | la Baronia de Rialb                     | cova         |         | 41° 59′ 43″ N, 1° 15′ 16″ E / 41.9952452006869°N,1.25446744257817°E |           |                     | Modifica les dades a Wikidata |
|        | l'Altar del Músic    | Isona i Conca Dellà la Baronia de Rialb | cova         |         | 42° 04′ 07″ N, 1° 05′ 58″ E / 42.06852778°N,1.09958333°E 1150 msnm  |           |                     | Modifica les dades a Wikidata |

## curs d'aigua
| imatge | Nom                   | Ubicat a                                             | instància de | Detalls             | coordenades                                                                                               | Protecció | Commons (més fotos) | Dades a WD                    |
| ------ | --------------------- | ---------------------------------------------------- | ------------ | ------------------- | --- | --------- | ------------------- | ----------------------------- |
|        | barranc de Bellfort   | la Baronia de Rialb                                  | curs d'aigua |                     | 41° 56′ 22″ N, 1° 08′ 54″ E / 41.93957°N,1.14841°E                                                        |           |                     | Modifica les dades a Wikidata |
|        | barranc de la Bastida | la Baronia de Rialb                                  | curs d'aigua | Desemboca: el Rialb | 41° 59′ 21″ N, 1° 14′ 13″ E / 41.9893°N,1.23688°E                                                         |           |                     | Modifica les dades a Wikidata |
|        | el Rialb              | Abella de la Conca Coll de Nargó la Baronia de Rialb | curs d'aigua | Desemboca: Segre    | 42° 10′ 04″ N, 1° 09′ 47″ E / 42.167903°N,1.163024°E 41° 57′ 13″ N, 1° 12′ 30″ E / 41.953481°N,1.208294°E |           | El Rialb            | Modifica les dades a Wikidata |

## edifici
| imatge | Nom                          | Ubicat a            | instància de | Detalls                     | coordenades                                                | Protecció                                  | Commons (més fotos)          | Dades a WD                    |
| ------ | ---------------------------- | ------------------- | ------------ | --------------------------- | ---------------------------------------------------------- | ------------------------------------------ | ---------------------------- | ----------------------------- |
|        | Escola de Pallerols de Rialb | la Baronia de Rialb | edifici      | Estil: arquitectura popular | 42° 02′ 16″ N, 1° 12′ 53″ E / 42.0378°N,1.21466°E 807 msnm | bé integrant del patrimoni cultural català | Escola de Pallerols de Rialb | Modifica les dades a Wikidata |
|        | Escola de la Torre de Rialb  | la Baronia de Rialb | edifici      | Estil: arquitectura popular | 41° 58′ 42″ N, 1° 12′ 24″ E / 41.9782°N,1.20665°E 475 msnm | bé integrant del patrimoni cultural català | Escola de la Torre de Rialb  | Modifica les dades a Wikidata |

## entitat singular de població
| imatge | Nom                          | Ubicat a            | instància de                                   | Detalls | coordenades                                                       | Protecció | Commons (més fotos)             | Dades a WD                    |
| ------ | ---------------------------- | ------------------- | ---------------------------------------------- | ------- | ----------------------------------------------------------------- | --------- | ------------------------------- | ----------------------------- |
|        | Bellfort                     | la Baronia de Rialb | entitat singular de població                   | 14 hab  | 41° 59′ 44″ N, 1° 09′ 59″ E / 41.995449°N,1.166279°E 549 msnm     |           | Bellfort (La Baronia de Rialb)  | Modifica les dades a Wikidata |
|        | Gualter                      | la Baronia de Rialb | entitat singular de població capital municipal | 101 hab | 41° 55′ 55″ N, 1° 11′ 45″ E / 41.93191°N,1.195838°E 399 msnm      |           | Gualter                         | Modifica les dades a Wikidata |
|        | Pallerols de Rialb           | la Baronia de Rialb | entitat singular de població                   | 23 hab  | 42° 02′ 16″ N, 1° 12′ 53″ E / 42.0377°N,1.214707°E 815 msnm       |           | Pallerols de Rialb              | Modifica les dades a Wikidata |
|        | Polig                        | la Baronia de Rialb | entitat singular de població conjunt històric  | 17 hab  | 41° 58′ 53″ N, 1° 13′ 11″ E / 41.98138889°N,1.21972222°E 645 msnm |           | Politg                          | Modifica les dades a Wikidata |
|        | Sant Cristòfol de la Donzell | la Baronia de Rialb | entitat singular de població                   | 4 hab   | 42° 02′ 25″ N, 1° 08′ 56″ E / 42.04027778°N,1.14888889°E 716 msnm |           | Sant Cristòfol de la Donzell    | Modifica les dades a Wikidata |
|        | Sant Martí de Rialb          | la Baronia de Rialb | entitat singular de població                   | 11 hab  | 42° 03′ 38″ N, 1° 10′ 18″ E / 42.06055556°N,1.17166667°E 540 msnm |           | Sant Martí de Rialb             | Modifica les dades a Wikidata |
|        | Vilaplana                    | la Baronia de Rialb | entitat singular de població                   | 13 hab  | 41° 59′ 52″ N, 1° 14′ 54″ E / 41.99777778°N,1.24833333°E 616 msnm |           | Vilaplana (la Baronia de Rialb) | Modifica les dades a Wikidata |
|        | el Palau de Rialb            | la Baronia de Rialb | entitat singular de població                   | 10 hab  | 42° 00′ 46″ N, 1° 10′ 00″ E / 42.012663°N,1.166733°E 695 msnm     |           | El Palau de Rialb               | Modifica les dades a Wikidata |
|        | el Puig de Rialb             | la Baronia de Rialb | entitat singular de població                   | 7 hab   | 42° 03′ 11″ N, 1° 11′ 11″ E / 42.05305556°N,1.18638889°E 645 msnm |           | El Puig de Rialb                | Modifica les dades a Wikidata |
|        | la Serra de Rialb            | la Baronia de Rialb | entitat singular de població                   | 20 hab  | 41° 56′ 56″ N, 1° 10′ 36″ E / 41.94898056°N,1.17665278°E 630 msnm |           | La Serra de Rialb               | Modifica les dades a Wikidata |
|        | la Torre de Rialb            | la Baronia de Rialb | entitat singular de població                   | 10 hab  | 41° 58′ 42″ N, 1° 12′ 24″ E / 41.97833333°N,1.20666667°E 478 msnm |           | La Torre de Rialb               | Modifica les dades a Wikidata |

## església
| imatge | Nom                                              | Ubicat a                              | instància de      | Detalls                                               | coordenades                                                                  | Protecció                                                  | Commons (més fotos)                              | Dades a WD                    |
| ------ | ------------------------------------------------ | ------------------------------------- | ----------------- | ----------------------------------------------------- | ---------------------------------------------------------------------------- | ---------------------------------------------------------- | ------------------------------------------------ | ----------------------------- |
|        | Sant Andreu del Puig de Rialb                    | la Baronia de Rialb                   | església          | Estil: arquitectura romànica                          | 42° 03′ 06″ N, 1° 11′ 07″ E / 42.0517°N,1.18538°E                            | bé cultural d'interès local                                | Sant Andreu del Puig de Rialb                    | Modifica les dades a Wikidata |
|        | Sant Antoni de la Serra                          | la Baronia de Rialb                   | església          | Estil: arquitectura popular                           | 41° 57′ 16″ N, 1° 11′ 15″ E / 41.9544°N,1.18753°E 622 msnm                   |                                                            | Sant Antoni de la Serra                          | Modifica les dades a Wikidata |
|        | Sant Esteve de Pallerols de Rialb                | la Baronia de Rialb                   | església          | Estil: arquitectura romànica arquitectura neoclàssica | 42° 02′ 15″ N, 1° 12′ 53″ E / 42.0375°N,1.21472°E                            | bé cultural d'interès local                                | Sant Esteve de Pallerols de Rialb                | Modifica les dades a Wikidata |
|        | Sant Girvés de la Torre de Rialb                 | la Baronia de Rialb                   | església          | Estil: arquitectura romànica                          | 41° 58′ 55″ N, 1° 12′ 05″ E / 41.9819°N,1.20138°E 448 msnm                   | bé cultural d'interès local                                | Sant Girvés de la Torre de Rialb                 | Modifica les dades a Wikidata |
|        | Sant Iscle i Santa Victòria de la Torre de Rialb | la Baronia de Rialb                   | església          | Estil: arquitectura romànica                          | 41° 58′ 43″ N, 1° 12′ 25″ E / 41.9786°N,1.20686°E 474 msnm                   | bé cultural d'interès local                                | Sant Iscle i Santa Victòria de la Torre de Rialb | Modifica les dades a Wikidata |
|        | Sant Jaume de Sant Cristòfol                     | la Baronia de Rialb                   | església          | Estil: arquitectura romànica                          | 42° 02′ 25″ N, 1° 08′ 56″ E / 42.040209°N,1.148843°E 719 msnm                | bé cultural d'interès local                                | Sant Jaume de Sant Cristòfol de la Donzell       | Modifica les dades a Wikidata |
|        | Sant Jaume de Sols de Riu                        | la Baronia de Rialb                   | església          | Estil: arquitectura popular                           | 41° 57′ 21″ N, 1° 12′ 33″ E / 41.9557°N,1.20923°E                            | bé integrant del patrimoni cultural català                 |                                                  | Modifica les dades a Wikidata |
|        | Sant Joan de Perdiguers                          | la Baronia de Rialb                   | església          | Estil: arquitectura popular                           | 42° 01′ 46″ N, 1° 10′ 24″ E / 42.0295°N,1.17332°E 566 msnm                   |                                                            | Sant Joan de Perdiguers                          | Modifica les dades a Wikidata |
|        | Sant Joan de Tarabau                             | la Baronia de Rialb                   | església          | Estat: enderrocat o destruït                          | 42° 05′ 27″ N, 1° 09′ 40″ E / 42.090837°N,1.16113°E 975 msnm                 |                                                            |                                                  | Modifica les dades a Wikidata |
|        | Sant Joan de les Cots                            | la Baronia de Rialb                   | església capella  |                                                       | 42° 06′ 10″ N, 1° 09′ 47″ E / 42.1026654828235°N,1.16301036764077°E          |                                                            |                                                  | Modifica les dades a Wikidata |
|        | Sant Josep de Polig                              | la Baronia de Rialb                   | església          | Estil: arquitectura popular                           | 41° 58′ 52″ N, 1° 13′ 09″ E / 41.9812°N,1.21915°E 642 msnm                   | bé integrant del patrimoni cultural català                 | Sant Josep de Politg                             | Modifica les dades a Wikidata |
|        | Sant Marc de Pallerols                           | la Baronia de Rialb                   | església          |                                                       | 42° 02′ 13″ N, 1° 13′ 45″ E / 42.0369°N,1.2293°E 920 msnm                    | bé cultural d'interès local                                | Sant Marc de Pallerols                           | Modifica les dades a Wikidata |
|        | Sant Martí de Terrassola                         | la Baronia de Rialb                   | església          |                                                       | 42° 03′ 38″ N, 1° 10′ 18″ E / 42.0606°N,1.17176°E 540 msnm                   | bé cultural d'interès local                                | Sant Martí de Terrassola                         | Modifica les dades a Wikidata |
|        | Sant Miquel de Vilaplana                         | la Baronia de Rialb                   | església          | Estil: arquitectura romànica                          | 41° 59′ 46″ N, 1° 14′ 52″ E / 41.9962°N,1.24771°E 605 msnm                   | bé cultural d'interès local                                | Sant Miquel de Vilaplana                         | Modifica les dades a Wikidata |
|        | Sant Miquel del mas Palou                        | la Baronia de Rialb                   | església          | Estil: arquitectura romànica                          | 42° 00′ 57″ N, 1° 11′ 44″ E / 42.0158°N,1.19549°E 520 msnm                   | bé cultural d'interès local                                | Sant Miquel del mas Palou                        | Modifica les dades a Wikidata |
|        | Sant Pere de Vilamonera                          | la Baronia de Rialb                   | església          | Estil: arquitectura romànica                          | 41° 59′ 28″ N, 1° 12′ 49″ E / 41.9912°N,1.21374°E 585 msnm                   | bé cultural d'interès local                                | Sant Pere de Vilamonera                          | Modifica les dades a Wikidata |
|        | Sant Pere de la Donzell                          | la Baronia de Rialb                   | església          | Estil: arquitectura romànica                          | 42° 01′ 11″ N, 1° 09′ 11″ E / 42.0197°N,1.15309°E 665 msnm                   | bé cultural d'interès local                                | Sant Pere de la Donzell                          | Modifica les dades a Wikidata |
|        | Sant Pere del Soler                              | la Baronia de Rialb                   | església          | Estil: arquitectura romànica                          | 42° 00′ 26″ N, 1° 13′ 02″ E / 42.0073°N,1.2171°E 653 msnm                    | bé cultural d'interès local                                | Sant Pere del Soler de Pallerols                 | Modifica les dades a Wikidata |
|        | Sant Ponç de Martimà                             | la Baronia de Rialb                   | església          | Estil: arquitectura romànica                          | 42° 02′ 53″ N, 1° 09′ 51″ E / 42.048°N,1.16414°E                             | bé cultural d'interès local                                | Sant Ponç de Martimà                             | Modifica les dades a Wikidata |
|        | Sant Quiri                                       | la Baronia de Rialb                   | església capella  |                                                       | 42° 06′ 37″ N, 1° 08′ 10″ E / 42.110251123436°N,1.1361966690111°E            |                                                            |                                                  | Modifica les dades a Wikidata |
|        | Sant Salvador                                    | la Baronia de Rialb                   | església capella  |                                                       | 42° 06′ 58″ N, 1° 09′ 45″ E / 42.116081238709°N,1.1626369341583°E 975 msnm   |                                                            |                                                  | Modifica les dades a Wikidata |
|        | Sant Salvador del mas Barrat                     | la Baronia de Rialb                   | església          | Estil: arquitectura romànica                          | 42° 04′ 27″ N, 1° 09′ 47″ E / 42.0742°N,1.16311°E 698 msnm                   | bé cultural d'interès local                                | Sant Salvador del mas Barrat                     | Modifica les dades a Wikidata |
|        | Sant Sebastià de Cerdanyès                       | la Baronia de Rialb                   | església          | Estil: arquitectura romànica                          | 42° 05′ 03″ N, 1° 09′ 14″ E / 42.0842°N,1.15376°E 883 msnm                   | bé cultural d'interès local                                | Sant Sebastià de Cerdanyès                       | Modifica les dades a Wikidata |
|        | Sant Serni de Bellfort                           | la Baronia de Rialb                   | església          | Estil: arquitectura romànica                          | 41° 59′ 48″ N, 1° 09′ 59″ E / 41.9966°N,1.16644°E                            | bé cultural d'interès local                                | Sant Serni de Bellfort                           | Modifica les dades a Wikidata |
|        | Sant Vicenç de les Cases de Rialb                | la Baronia de Rialb                   | església          | Estil: arquitectura romànica                          | 42° 01′ 54″ N, 1° 11′ 03″ E / 42.0316°N,1.18428°E                            | bé cultural d'interès local                                | Sant Vicenç de les Cases de Rialb                | Modifica les dades a Wikidata |
|        | Santa Anna de la Fabregada                       | la Baronia de Rialb                   | església          | Estil: arquitectura romànica                          | 42° 03′ 55″ N, 1° 09′ 19″ E / 42.0652°N,1.1553°E                             | bé cultural d'interès local                                | Santa Anna de la Fabregada                       | Modifica les dades a Wikidata |
|        | Santa Coloma de Confós                           | la Baronia de Rialb                   | església capella  |                                                       | 42° 03′ 32″ N, 1° 13′ 06″ E / 42.0589857787108°N,1.21838805040744°E 776 msnm |                                                            |                                                  | Modifica les dades a Wikidata |
|        | Santa Eulàlia de Pomanyons                       | la Baronia de Rialb                   | església          | Estil: arquitectura romànica                          | 41° 59′ 02″ N, 1° 12′ 12″ E / 41.9838°N,1.20339°E 434 msnm                   | bé cultural d'interès local                                | Santa Eulàlia de Pomanyons                       | Modifica les dades a Wikidata |
|        | Santa Maria de Gualter                           | la Baronia de Rialb                   | església monestir | Estil: arquitectura romànica                          | 41° 55′ 41″ N, 1° 11′ 54″ E / 41.9281°N,1.19833°E Gualter                    | bé d'interès cultural bé cultural d'interès nacional       | Monastery of Santa Maria de Gualter              | Modifica les dades a Wikidata |
|        | Santa Maria de Palau de Rialb                    | la Baronia de Rialb                   | església          | Estil: arquitectura romànica                          | 42° 00′ 48″ N, 1° 09′ 58″ E / 42.0132°N,1.16615°E 693 msnm                   | bé cultural d'interès local bé cultural d'interès nacional | Santa Maria de Palau de Rialb                    | Modifica les dades a Wikidata |
|        | Santa Maria de Ramoneda                          | la Baronia de Rialb                   | església          | Estil: arquitectura romànica                          | 42° 04′ 34″ N, 1° 11′ 52″ E / 42.0761°N,1.19772°E                            | bé cultural d'interès local                                | Santa Maria de Ramoneda                          | Modifica les dades a Wikidata |
|        | Santa Maria de la Serra de Rialb                 | la Baronia de Rialb la Serra de Rialb | església          | Estil: arquitectura popular                           | 41° 56′ 54″ N, 1° 10′ 33″ E / 41.9484°N,1.17581°E 628 msnm                   | bé integrant del patrimoni cultural català                 | Santa Maria de la Serra de Rialb                 | Modifica les dades a Wikidata |
|        | Santa Maria del castell de Salinoves             | la Baronia de Rialb                   | església          | Estil: arquitectura romànica                          | 42° 03′ 14″ N, 1° 08′ 09″ E / 42.0538°N,1.13593°E 880 msnm                   | bé cultural d'interès local                                | Santa Maria del castell de Salinoves             | Modifica les dades a Wikidata |
|        | Santa Rosa de Mas del Bosc                       | la Baronia de Rialb                   | església          | Estil: arquitectura barroca                           | 41° 57′ 22″ N, 1° 12′ 09″ E / 41.9562°N,1.20263°E 466 msnm                   |                                                            | Santa Rosa de Mas d'en Bosc                      | Modifica les dades a Wikidata |
|        | església de Santa Maria de Gualter               | la Baronia de Rialb                   | església          | Estil: historicisme arquitectònic                     | 41° 55′ 58″ N, 1° 11′ 47″ E / 41.9327°N,1.19627°E 391 msnm                   | bé integrant del patrimoni cultural català                 | Església parroquial de Santa Maria de Gualter    | Modifica les dades a Wikidata |

## font
| imatge | Nom                      | Ubicat a            | instància de | Detalls | coordenades                                                         | Protecció | Commons (més fotos) | Dades a WD                    |
| ------ | ------------------------ | ------------------- | ------------ | ------- | ------------------------------------------------------------------- | --------- | ------------------- | ----------------------------- |
|        | font Freda del Cerdanyès | la Baronia de Rialb | font         |         | 42° 06′ 47″ N, 1° 08′ 33″ E / 42.1131423570581°N,1.14249612840284°E |           |                     | Modifica les dades a Wikidata |
|        | font de Cal Pejan        | la Baronia de Rialb | font         |         | 42° 03′ 51″ N, 1° 07′ 23″ E / 42.0641856578947°N,1.12313603149283°E |           |                     | Modifica les dades a Wikidata |
|        | font de l'Oró            | la Baronia de Rialb | font         |         | 42° 03′ 22″ N, 1° 11′ 06″ E / 42.056095803269°N,1.1849114014643°E   |           |                     | Modifica les dades a Wikidata |
|        | font del Pla             | la Baronia de Rialb | font         |         | 41° 57′ 06″ N, 1° 11′ 47″ E / 41.9517656943232°N,1.19639132336769°E |           |                     | Modifica les dades a Wikidata |
|        | font del Soler           | la Baronia de Rialb | font         |         | 41° 57′ 10″ N, 1° 10′ 57″ E / 41.9528325226177°N,1.18237770822128°E |           |                     | Modifica les dades a Wikidata |

## indret
| imatge | Nom                            | Ubicat a            | instància de | Detalls | coordenades                                                         | Protecció | Commons (més fotos)            | Dades a WD                    |
| ------ | ------------------------------ | ------------------- | ------------ | ------- | ------------------------------------------------------------------- | --------- | ------------------------------ | ----------------------------- |
|        | Forat de Bulí                  | la Baronia de Rialb | indret cova  |         | 42° 04′ 48″ N, 1° 09′ 56″ E / 42.0799388688997°N,1.16555214684222°E |           | Forat de Bulí                  | Modifica les dades a Wikidata |
|        | Paracolls                      | la Baronia de Rialb | indret       |         |                                                                     |           |                                | Modifica les dades a Wikidata |
|        | Àrea del dolmen de Sòls de Riu | la Baronia de Rialb | indret       |         | 41° 59′ 00″ N, 1° 12′ 10″ E / 41.983471°N,1.202903°E 434 msnm       |           | Àrea del dolmen de Sòls de Riu | Modifica les dades a Wikidata |

## masia
| imatge | Nom                         | Ubicat a            | instància de     | Detalls                                           | coordenades                                                                  | Protecció                                  | Commons (més fotos)                   | Dades a WD                    |
| ------ | --------------------------- | ------------------- | ---------------- | ------------------------------------------------- | ---------------------------------------------------------------------------- | ------------------------------------------ | ------------------------------------- | ----------------------------- |
|        | Aubàs                       | la Baronia de Rialb | masia            | Estat: ruïnós                                     | 41° 59′ 13″ N, 1° 11′ 30″ E / 41.98685636603°N,1.19170879039°E 504 msnm      |                                            |                                       | Modifica les dades a Wikidata |
|        | Baró                        | la Baronia de Rialb | masia            |                                                   | 42° 02′ 15″ N, 1° 12′ 53″ E / 42.0375°N,1.21472222°E Pallerols de Rialb      |                                            |                                       | Modifica les dades a Wikidata |
|        | Ca l'Espuellar              | la Baronia de Rialb | masia            |                                                   | 42° 01′ 45″ N, 1° 08′ 05″ E / 42.0290686451949°N,1.13459439650305°E 710 msnm |                                            |                                       | Modifica les dades a Wikidata |
|        | Ca l'Isidre                 | la Baronia de Rialb | masia            |                                                   | 42° 01′ 40″ N, 1° 08′ 15″ E / 42.027729823806°N,1.13755674098095°E           |                                            |                                       | Modifica les dades a Wikidata |
|        | Ca l'Oliva                  | la Baronia de Rialb | masia            |                                                   | 41° 57′ 20″ N, 1° 11′ 22″ E / 41.9556301198513°N,1.18957380705239°E          |                                            |                                       | Modifica les dades a Wikidata |
|        | Ca l'Ànima                  | la Baronia de Rialb | masia            |                                                   | 42° 01′ 28″ N, 1° 11′ 12″ E / 42.0245632690145°N,1.18670085847069°E          |                                            |                                       | Modifica les dades a Wikidata |
|        | Ca la Francisqueta          | la Baronia de Rialb | masia            |                                                   | 41° 55′ 48″ N, 1° 11′ 50″ E / 41.9299031055649°N,1.19726078518812°E          |                                            |                                       | Modifica les dades a Wikidata |
|        | Cal Baró                    | la Baronia de Rialb | masia            |                                                   | 42° 01′ 45″ N, 1° 14′ 04″ E / 42.0292171600508°N,1.23448845837261°E          |                                            |                                       | Modifica les dades a Wikidata |
|        | Cal Bastida                 | la Baronia de Rialb | masia            |                                                   | 42° 00′ 44″ N, 1° 14′ 01″ E / 42.0122634906344°N,1.23364119221693°E          |                                            |                                       | Modifica les dades a Wikidata |
|        | Cal Batalla                 | la Baronia de Rialb | masia            |                                                   | 42° 01′ 11″ N, 1° 09′ 11″ E / 42.0198225068967°N,1.15316262422926°E          |                                            |                                       | Modifica les dades a Wikidata |
|        | Cal Batllevell              | la Baronia de Rialb | masia            |                                                   | 42° 01′ 41″ N, 1° 08′ 13″ E / 42.0281157131517°N,1.13691734611485°E          |                                            |                                       | Modifica les dades a Wikidata |
|        | Cal Benaviure               | la Baronia de Rialb | masia            |                                                   | 42° 03′ 58″ N, 1° 11′ 18″ E / 42.066055246976°N,1.1882535841235°E            |                                            |                                       | Modifica les dades a Wikidata |
|        | Cal Bernadí                 | la Baronia de Rialb | masia            |                                                   | 42° 01′ 48″ N, 1° 08′ 06″ E / 42.030077147649°N,1.1349175362853°E            |                                            |                                       | Modifica les dades a Wikidata |
|        | Cal Cireró                  | la Baronia de Rialb | masia            |                                                   | 42° 02′ 00″ N, 1° 08′ 54″ E / 42.0334508578123°N,1.14826201844083°E          |                                            |                                       | Modifica les dades a Wikidata |
|        | Cal Donzell                 | la Baronia de Rialb | masia            |                                                   | 41° 58′ 22″ N, 1° 07′ 42″ E / 41.9729127025513°N,1.12835341102479°E          |                                            |                                       | Modifica les dades a Wikidata |
|        | Cal Fonso                   | la Baronia de Rialb | masia            |                                                   | 41° 56′ 44″ N, 1° 10′ 36″ E / 41.9454652219415°N,1.17668786695464°E          |                                            |                                       | Modifica les dades a Wikidata |
|        | Cal Fortó                   | la Baronia de Rialb | masia            |                                                   | 42° 03′ 15″ N, 1° 06′ 54″ E / 42.054065918174°N,1.1148809316399°E            |                                            |                                       | Modifica les dades a Wikidata |
|        | Cal Pauetó                  | la Baronia de Rialb | masia            |                                                   | 42° 04′ 13″ N, 1° 11′ 12″ E / 42.0702408736488°N,1.186609725882°E            |                                            |                                       | Modifica les dades a Wikidata |
|        | Cal Pejan                   | la Baronia de Rialb | masia            |                                                   | 42° 03′ 42″ N, 1° 07′ 27″ E / 42.0616429968167°N,1.12405694073543°E          |                                            |                                       | Modifica les dades a Wikidata |
|        | Cal Penjat                  | la Baronia de Rialb | masia            |                                                   | 42° 04′ 23″ N, 1° 11′ 38″ E / 42.0730914737463°N,1.19375714841509°E          |                                            |                                       | Modifica les dades a Wikidata |
|        | Cal Pere Sangrà             | la Baronia de Rialb | masia            | Estil: arquitectura popular                       | 42° 03′ 11″ N, 1° 11′ 11″ E / 42.053°N,1.18631°E                             | bé integrant del patrimoni cultural català | Cal Pere Sangrà (la Baronia de Rialb) | Modifica les dades a Wikidata |
|        | Cal Pla                     | la Baronia de Rialb | masia            |                                                   | 41° 57′ 19″ N, 1° 11′ 12″ E / 41.9551720396573°N,1.1867996197777°E           |                                            |                                       | Modifica les dades a Wikidata |
|        | Cal Pona                    | la Baronia de Rialb | masia            |                                                   | 41° 56′ 56″ N, 1° 10′ 37″ E / 41.9488910312679°N,1.17690389070888°E          |                                            |                                       | Modifica les dades a Wikidata |
|        | Cal Por                     | la Baronia de Rialb | masia            |                                                   | 42° 01′ 51″ N, 1° 11′ 05″ E / 42.0309701792127°N,1.18464632397041°E          |                                            |                                       | Modifica les dades a Wikidata |
|        | Cal Serra                   | la Baronia de Rialb | masia            | Estil: arquitectura popular                       | 41° 58′ 58″ N, 1° 12′ 13″ E / 41.9828°N,1.20365°E                            |                                            |                                       | Modifica les dades a Wikidata |
|        | Cal Soler de Pallerols      | la Baronia de Rialb | masia            |                                                   | 42° 00′ 14″ N, 1° 13′ 08″ E / 42.003767257279°N,1.21885520539018°E           |                                            |                                       | Modifica les dades a Wikidata |
|        | Cal Soler de Sant Cristòfol | la Baronia de Rialb | masia            |                                                   | 42° 01′ 15″ N, 1° 09′ 11″ E / 42.0209461958308°N,1.15303347310541°E          |                                            |                                       | Modifica les dades a Wikidata |
|        | Cal Tomàs                   | la Baronia de Rialb | masia            | Estil: arquitectura popular                       | 42° 01′ 52″ N, 1° 11′ 04″ E / 42.0312°N,1.1844°E                             | bé integrant del patrimoni cultural català | Cal Tomàs (la Baronia de Rialb)       | Modifica les dades a Wikidata |
|        | Cal Turpí                   | la Baronia de Rialb | masia            |                                                   | 42° 03′ 23″ N, 1° 08′ 49″ E / 42.0564587229578°N,1.14697723612127°E          |                                            |                                       | Modifica les dades a Wikidata |
|        | Cal Valent                  | la Baronia de Rialb | masia            |                                                   | 42° 01′ 32″ N, 1° 08′ 19″ E / 42.025635080467°N,1.1386710571561°E            |                                            |                                       | Modifica les dades a Wikidata |
|        | Canes                       | la Baronia de Rialb | masia            |                                                   | 42° 03′ 44″ N, 1° 13′ 33″ E / 42.062139480988°N,1.2258308019613°E            |                                            |                                       | Modifica les dades a Wikidata |
|        | Casa Cremada                | la Baronia de Rialb | masia            |                                                   | 42° 04′ 31″ N, 1° 07′ 53″ E / 42.0753179806532°N,1.131463188767°E            |                                            |                                       | Modifica les dades a Wikidata |
|        | Casa Daniel                 | la Baronia de Rialb | masia            | Estil: arquitectura popular                       | 41° 57′ 18″ N, 1° 11′ 13″ E / 41.9549°N,1.18692°E 622 msnm                   | bé integrant del patrimoni cultural català | Casa Daniel (la Baronia de Rialb)     | Modifica les dades a Wikidata |
|        | Casa Flores                 | la Baronia de Rialb | masia            |                                                   | 41° 58′ 52″ N, 1° 13′ 12″ E / 41.981000556385°N,1.22008147600989°E           |                                            |                                       | Modifica les dades a Wikidata |
|        | Casa Magí                   | la Baronia de Rialb | masia            |                                                   | 41° 59′ 51″ N, 1° 14′ 51″ E / 41.9975456798703°N,1.24763123475898°E          |                                            |                                       | Modifica les dades a Wikidata |
|        | Casa Nova de Ramon Cricó    | la Baronia de Rialb | masia            |                                                   | 42° 02′ 02″ N, 1° 08′ 08″ E / 42.0338564965651°N,1.1354932710253°E           |                                            |                                       | Modifica les dades a Wikidata |
|        | Casa Pampaló                | la Baronia de Rialb | masia            |                                                   | 41° 59′ 53″ N, 1° 14′ 53″ E / 41.9979950916113°N,1.24816222010978°E          |                                            |                                       | Modifica les dades a Wikidata |
|        | Casa Perdiguers             | la Baronia de Rialb | masia            | Estil: arquitectura barroca                       | 42° 01′ 45″ N, 1° 10′ 24″ E / 42.0293°N,1.17342°E 566 msnm                   | bé integrant del patrimoni cultural català | Casa Perdiguers (la Baronia de Rialb) | Modifica les dades a Wikidata |
|        | Casa Peretó                 | la Baronia de Rialb | masia            |                                                   | 41° 58′ 48″ N, 1° 13′ 11″ E / 41.980059447186°N,1.2197938642268°E            |                                            |                                       | Modifica les dades a Wikidata |
|        | Casa Tonya                  | la Baronia de Rialb | masia            |                                                   | 41° 55′ 45″ N, 1° 11′ 53″ E / 41.9290770587475°N,1.19799563093291°E          |                                            |                                       | Modifica les dades a Wikidata |
|        | Casa Torner                 | la Baronia de Rialb | masia            |                                                   | 41° 59′ 53″ N, 1° 14′ 55″ E / 41.9980840344601°N,1.24867895175849°E          |                                            |                                       | Modifica les dades a Wikidata |
|        | Casa Vella de Ramon Cricó   | la Baronia de Rialb | masia            |                                                   | 42° 02′ 00″ N, 1° 08′ 10″ E / 42.0333690466656°N,1.1359786568532°E           |                                            |                                       | Modifica les dades a Wikidata |
|        | Casa Vella de la Censada    | la Baronia de Rialb | masia            |                                                   | 42° 03′ 47″ N, 1° 07′ 33″ E / 42.063006644133°N,1.1259384570496°E            |                                            |                                       | Modifica les dades a Wikidata |
|        | Casa forta de les Olives    | la Baronia de Rialb | masia casa forta | Estil: arquitectura popular arquitectura romànica | 42° 01′ 27″ N, 1° 10′ 31″ E / 42.024265°N,1.175338°E                         | bé integrant del patrimoni cultural català | Casa forta de les Olives              | Modifica les dades a Wikidata |
|        | Casa forta del Mas d'en Pla | la Baronia de Rialb | masia casa forta | Estil: arquitectura romànica                      | 42° 03′ 27″ N, 1° 10′ 07″ E / 42.057547°N,1.168561°E                         | bé integrant del patrimoni cultural català | Mas d'en Pla (la Baronia de Rialb)    | Modifica les dades a Wikidata |
|        | Casa l'Hedra                | la Baronia de Rialb | masia            |                                                   | 42° 04′ 23″ N, 1° 08′ 17″ E / 42.0731004251523°N,1.1379831971822°E           |                                            |                                       | Modifica les dades a Wikidata |
|        | Casanova                    | la Baronia de Rialb | masia            |                                                   | 42° 04′ 16″ N, 1° 07′ 57″ E / 42.0711187333662°N,1.13242043496041°E          |                                            |                                       | Modifica les dades a Wikidata |
|        | Casanova del Soler          | la Baronia de Rialb | masia            |                                                   | 42° 01′ 08″ N, 1° 13′ 08″ E / 42.0189981850686°N,1.21894944401812°E          |                                            |                                       | Modifica les dades a Wikidata |
|        | Cases de Rialb              | la Baronia de Rialb | masia            |                                                   | 42° 01′ 52″ N, 1° 11′ 03″ E / 42.0311341499175°N,1.18419469767892°E          |                                            |                                       | Modifica les dades a Wikidata |
|        | Caseta de la Costa          | la Baronia de Rialb | masia            |                                                   | 42° 02′ 19″ N, 1° 11′ 25″ E / 42.0385342415173°N,1.19027837467171°E          |                                            |                                       | Modifica les dades a Wikidata |
|        | Casetes de Polig            | la Baronia de Rialb | masia            |                                                   | 41° 58′ 56″ N, 1° 13′ 08″ E / 41.9821189409211°N,1.21902430763562°E          |                                            |                                       | Modifica les dades a Wikidata |
|        | Caubet                      | la Baronia de Rialb | masia            |                                                   | 42° 01′ 33″ N, 1° 10′ 42″ E / 42.025854°N,1.178203°E 613 msnm                |                                            |                                       | Modifica les dades a Wikidata |
|        | Cirera                      | la Baronia de Rialb | masia            |                                                   | 42° 06′ 59″ N, 1° 09′ 43″ E / 42.1163000935131°N,1.16185446951087°E          |                                            |                                       | Modifica les dades a Wikidata |
|        | Colls                       | la Baronia de Rialb | masia            |                                                   | 42° 00′ 42″ N, 1° 13′ 20″ E / 42.0117069942672°N,1.22209954893028°E          |                                            |                                       | Modifica les dades a Wikidata |
|        | Confòs                      | la Baronia de Rialb | masia            |                                                   | 42° 03′ 23″ N, 1° 12′ 42″ E / 42.0564600773249°N,1.21176368745698°E          |                                            |                                       | Modifica les dades a Wikidata |
|        | Fabregada                   | la Baronia de Rialb | masia            |                                                   | 42° 03′ 55″ N, 1° 09′ 14″ E / 42.0653044624099°N,1.15379050700912°E 774 msnm |                                            | Fabregada (la Baronia de Rialb)       | Modifica les dades a Wikidata |
|        | Finestrelles                | la Baronia de Rialb | masia            |                                                   | 42° 00′ 08″ N, 1° 09′ 39″ E / 42.0021566194584°N,1.16071316191769°E          |                                            |                                       | Modifica les dades a Wikidata |
|        | Gavarnet                    | la Baronia de Rialb | masia            |                                                   | 41° 59′ 54″ N, 1° 14′ 55″ E / 41.9983794578058°N,1.24856218483791°E          |                                            |                                       | Modifica les dades a Wikidata |
|        | Guardiola                   | la Baronia de Rialb | masia            |                                                   | 42° 00′ 32″ N, 1° 12′ 42″ E / 42.008783007367°N,1.2116163131096°E            |                                            |                                       | Modifica les dades a Wikidata |
|        | Gumbaus                     | la Baronia de Rialb | masia            |                                                   | 41° 58′ 22″ N, 1° 10′ 35″ E / 41.9728467353813°N,1.17628103155492°E          |                                            |                                       | Modifica les dades a Wikidata |
|        | Heretat de Guàrdia          | la Baronia de Rialb | masia            |                                                   | 42° 00′ 34″ N, 1° 11′ 05″ E / 42.0094°N,1.18472°E 693 msnm                   |                                            | Heretat de Guàrdia                    | Modifica les dades a Wikidata |
|        | Martimà                     | la Baronia de Rialb | masia            |                                                   | 42° 03′ 00″ N, 1° 09′ 57″ E / 42.0499081250076°N,1.16583673237098°E 685 msnm |                                            | Martimà                               | Modifica les dades a Wikidata |
|        | Mas Ampurdanés              | la Baronia de Rialb | masia            |                                                   | 42° 02′ 16″ N, 1° 13′ 06″ E / 42.03789098200265°N,1.2182700634002688°E       |                                            |                                       | Modifica les dades a Wikidata |
|        | Mas Barrat                  | la Baronia de Rialb | masia            |                                                   | 42° 04′ 27″ N, 1° 09′ 50″ E / 42.0740852476547°N,1.16388338490955°E 710 msnm |                                            | Mas Barrat                            | Modifica les dades a Wikidata |
|        | Mas Blanc                   | la Baronia de Rialb | masia            |                                                   | 41° 55′ 33″ N, 1° 10′ 59″ E / 41.9257896505464°N,1.1831336890799°E           |                                            |                                       | Modifica les dades a Wikidata |
|        | Mas Olivelles               | la Baronia de Rialb | masia            | Estil: arquitectura popular arquitectura romànica | 42° 02′ 33″ N, 1° 10′ 26″ E / 42.0424°N,1.17382°E                            | bé integrant del patrimoni cultural català | Mas Olivelles (la Baronia de Rialb)   | Modifica les dades a Wikidata |
|        | Mas d'en Bosc               | la Baronia de Rialb | masia            | Estil: arquitectura popular 17th century          | 41° 57′ 23″ N, 1° 12′ 08″ E / 41.956379°N,1.202322°E 466 msnm                | bé integrant del patrimoni cultural català | Mas d'en Bosc (la Baronia de Rialb)   | Modifica les dades a Wikidata |
|        | Mas d'en Grau               | la Baronia de Rialb | masia            | Estil: arquitectura popular                       | 41° 58′ 52″ N, 1° 12′ 33″ E / 41.9811°N,1.20907°E 548 msnm                   | bé integrant del patrimoni cultural català | Mas d'en Grau (la Torre de Rialb)     | Modifica les dades a Wikidata |
|        | Mas de Serra de Guàrdia     | la Baronia de Rialb | masia            |                                                   | 42° 00′ 18″ N, 1° 11′ 22″ E / 42.005046852818°N,1.18954958415156°E           |                                            |                                       | Modifica les dades a Wikidata |
|        | Mas de l'Arà                | la Baronia de Rialb | masia            |                                                   | 42° 03′ 39″ N, 1° 11′ 40″ E / 42.060749277688°N,1.1944472199448°E            |                                            |                                       | Modifica les dades a Wikidata |
|        | Mas de l'Estany             | la Baronia de Rialb | masia            |                                                   | 41° 55′ 15″ N, 1° 10′ 06″ E / 41.920739426673°N,1.1682534587252°E            |                                            |                                       | Modifica les dades a Wikidata |
|        | Mas de l'Hedra              | la Baronia de Rialb | masia            |                                                   | 42° 03′ 42″ N, 1° 09′ 30″ E / 42.0616675193265°N,1.15836763139318°E          |                                            |                                       | Modifica les dades a Wikidata |
|        | Mas de l'Hereu              | la Baronia de Rialb | masia            |                                                   | 41° 59′ 44″ N, 1° 10′ 40″ E / 41.9954396006762°N,1.17774876515243°E          |                                            |                                       | Modifica les dades a Wikidata |
|        | Maçaners                    | la Baronia de Rialb | masia            |                                                   | 42° 02′ 45″ N, 1° 09′ 27″ E / 42.045750904757°N,1.157415958153°E             |                                            |                                       | Modifica les dades a Wikidata |
|        | Olivelles                   | la Baronia de Rialb | masia            | Estat: ruïnós                                     | 42° 03′ 11″ N, 1° 08′ 11″ E / 42.053162°N,1.136385°E                         |                                            | Olivelles (Salinoves)                 | Modifica les dades a Wikidata |
|        | Olives                      | la Baronia de Rialb | masia            |                                                   | 42° 01′ 28″ N, 1° 10′ 38″ E / 42.0243947204486°N,1.17719971390885°E          |                                            |                                       | Modifica les dades a Wikidata |
|        | Palou                       | la Baronia de Rialb | masia            |                                                   | 42° 00′ 56″ N, 1° 11′ 44″ E / 42.0155238799017°N,1.19544788719805°E 519 msnm |                                            | Palou (la Baronia de Rialb)           | Modifica les dades a Wikidata |
|        | Parentsana                  | la Baronia de Rialb | masia            |                                                   | 42° 02′ 16″ N, 1° 13′ 06″ E / 42.0378853048738°N,1.21844615397544°E          |                                            |                                       | Modifica les dades a Wikidata |
|        | Peguera                     | la Baronia de Rialb | masia            |                                                   | 41° 59′ 16″ N, 1° 12′ 39″ E / 41.987866°N,1.210819°E 544 msnm                |                                            | Peguera (la Baronia de Rialb)         | Modifica les dades a Wikidata |
|        | Pomanyons                   | la Baronia de Rialb | masia            |                                                   | 41° 58′ 26″ N, 1° 11′ 55″ E / 41.9739°N,1.19851°E 508 msnm                   |                                            |                                       | Modifica les dades a Wikidata |
|        | Ramoneda                    | la Baronia de Rialb | masia            |                                                   | 42° 04′ 31″ N, 1° 11′ 48″ E / 42.0752267133186°N,1.1966703195566°E           |                                            |                                       | Modifica les dades a Wikidata |
|        | Riart                       | la Baronia de Rialb | masia            |                                                   | 41° 58′ 54″ N, 1° 13′ 04″ E / 41.9815765767811°N,1.21773579936156°E          |                                            |                                       | Modifica les dades a Wikidata |
|        | Salinoves                   | la Baronia de Rialb | masia            |                                                   | 42° 03′ 21″ N, 1° 07′ 50″ E / 42.055894974186°N,1.13054643291416°E           |                                            |                                       | Modifica les dades a Wikidata |
|        | Serrallímpia                | la Baronia de Rialb | masia            |                                                   | 41° 58′ 54″ N, 1° 11′ 43″ E / 41.9816049173566°N,1.19534401563443°E          |                                            |                                       | Modifica les dades a Wikidata |
|        | Solsona                     | la Baronia de Rialb | masia            |                                                   | 41° 59′ 44″ N, 1° 09′ 58″ E / 41.995598292457°N,1.16622636725694°E           |                                            |                                       | Modifica les dades a Wikidata |
|        | Sòls de Riu                 | la Baronia de Rialb | masia            | Estil: arquitectura popular                       | 41° 57′ 30″ N, 1° 12′ 35″ E / 41.958325°N,1.209794°E                         |                                            |                                       | Modifica les dades a Wikidata |
|        | Terrassola                  | la Baronia de Rialb | masia            |                                                   | 42° 03′ 53″ N, 1° 10′ 08″ E / 42.064848184776°N,1.1689499072923°E            |                                            |                                       | Modifica les dades a Wikidata |
|        | Treguany                    | la Baronia de Rialb | masia            |                                                   | 42° 02′ 53″ N, 1° 12′ 20″ E / 42.0480603145613°N,1.20560734343171°E          |                                            |                                       | Modifica les dades a Wikidata |
|        | Turpí                       | la Baronia de Rialb | masia            |                                                   | 42° 03′ 50″ N, 1° 08′ 12″ E / 42.0638923142357°N,1.13663282115068°E          |                                            |                                       | Modifica les dades a Wikidata |
|        | Vila-rúbia                  | la Baronia de Rialb | masia            |                                                   | 42° 04′ 49″ N, 1° 12′ 47″ E / 42.0803744535433°N,1.21312318280113°E          |                                            |                                       | Modifica les dades a Wikidata |
|        | Vilamallans                 | la Baronia de Rialb | masia            |                                                   | 42° 00′ 20″ N, 1° 13′ 40″ E / 42.0055707832737°N,1.22772842994574°E          |                                            |                                       | Modifica les dades a Wikidata |
|        | Vilamonera                  | la Baronia de Rialb | masia            | Estat: ruïnós                                     | 41° 59′ 30″ N, 1° 12′ 51″ E / 41.991686°N,1.21408°E 601 msnm                 |                                            |                                       | Modifica les dades a Wikidata |
|        | Vilardaga                   | la Baronia de Rialb | masia            |                                                   | 42° 00′ 39″ N, 1° 13′ 21″ E / 42.010752240866°N,1.2224295564876°E            |                                            |                                       | Modifica les dades a Wikidata |
|        | Vilaró                      | la Baronia de Rialb | masia            | Estil: arquitectura popular                       | 42° 01′ 55″ N, 1° 13′ 05″ E / 42.031811°N,1.217959°E 756 msnm                |                                            | Vilaró (la Baronia de Rialb)          | Modifica les dades a Wikidata |
|        | el Bancal                   | la Baronia de Rialb | masia            |                                                   | 41° 59′ 35″ N, 1° 09′ 47″ E / 41.9931449541914°N,1.16318203931122°E          |                                            |                                       | Modifica les dades a Wikidata |
|        | el Castellet                | la Baronia de Rialb | masia            |                                                   | 42° 06′ 25″ N, 1° 09′ 20″ E / 42.1068249793878°N,1.15563364699861°E          |                                            |                                       | Modifica les dades a Wikidata |
|        | el Castellot de la Masia    | la Baronia de Rialb | masia            |                                                   | 41° 58′ 02″ N, 1° 10′ 33″ E / 41.9673182616459°N,1.17579917095059°E          |                                            |                                       | Modifica les dades a Wikidata |
|        | el Cerdanyès                | la Baronia de Rialb | masia            |                                                   | 42° 05′ 12″ N, 1° 09′ 04″ E / 42.0866243711027°N,1.15115316087427°E          |                                            |                                       | Modifica les dades a Wikidata |
|        | el Convent                  | la Baronia de Rialb | masia            |                                                   | 42° 07′ 04″ N, 1° 09′ 24″ E / 42.117784593961°N,1.1565395594193°E            |                                            |                                       | Modifica les dades a Wikidata |
|        | el Forn                     | la Baronia de Rialb | masia            |                                                   | 41° 55′ 45″ N, 1° 11′ 56″ E / 41.9292818111943°N,1.19899090728034°E          |                                            |                                       | Modifica les dades a Wikidata |
|        | el Reu                      | la Baronia de Rialb | masia            |                                                   | 41° 55′ 47″ N, 1° 10′ 09″ E / 41.929760747752°N,1.1692013712417°E            |                                            |                                       | Modifica les dades a Wikidata |
|        | el Terròs                   | la Baronia de Rialb | masia            |                                                   | 41° 57′ 26″ N, 1° 10′ 19″ E / 41.9571342196979°N,1.17196316527484°E          |                                            |                                       | Modifica les dades a Wikidata |
|        | els Plans de Perdiguers     | la Baronia de Rialb | masia            |                                                   | 42° 02′ 14″ N, 1° 10′ 02″ E / 42.0372516712405°N,1.16734854199524°E          |                                            |                                       | Modifica les dades a Wikidata |
|        | l'Alzina                    | la Baronia de Rialb | masia            |                                                   | 42° 04′ 27″ N, 1° 10′ 43″ E / 42.0743°N,1.17856°E                            |                                            |                                       | Modifica les dades a Wikidata |
|        | l'Arçosa                    | la Baronia de Rialb | masia            |                                                   | 42° 03′ 24″ N, 1° 13′ 53″ E / 42.056602°N,1.231424°E                         |                                            |                                       | Modifica les dades a Wikidata |
|        | l'Era del Pona              | la Baronia de Rialb | masia            |                                                   | 41° 56′ 49″ N, 1° 10′ 35″ E / 41.9468919711847°N,1.17635766333248°E          |                                            |                                       | Modifica les dades a Wikidata |
|        | l'Escobet de Bellfort       | la Baronia de Rialb | masia            |                                                   | 41° 59′ 42″ N, 1° 09′ 19″ E / 41.9950907648454°N,1.15535097414464°E          |                                            |                                       | Modifica les dades a Wikidata |
|        | la Casanova de Guàrdia      | la Baronia de Rialb | masia            |                                                   | 42° 00′ 22″ N, 1° 11′ 17″ E / 42.006240998372°N,1.18817536242643°E           |                                            |                                       | Modifica les dades a Wikidata |
|        | la Caseta                   | la Baronia de Rialb | masia            |                                                   | 42° 02′ 01″ N, 1° 08′ 10″ E / 42.033697469747°N,1.1360196885998°E            |                                            |                                       | Modifica les dades a Wikidata |
|        | la Catosi                   | la Baronia de Rialb | masia            |                                                   | 42° 01′ 55″ N, 1° 13′ 30″ E / 42.0318282473078°N,1.22510239213684°E          |                                            |                                       | Modifica les dades a Wikidata |
|        | la Censada                  | la Baronia de Rialb | masia            |                                                   | 42° 03′ 45″ N, 1° 07′ 36″ E / 42.062365241761°N,1.1267211078311°E            |                                            |                                       | Modifica les dades a Wikidata |
|        | la Crica                    | la Baronia de Rialb | masia            |                                                   | 42° 03′ 05″ N, 1° 07′ 36″ E / 42.051328090493°N,1.12663233706652°E           |                                            |                                       | Modifica les dades a Wikidata |
|        | la Gavarnera                | la Baronia de Rialb | masia            |                                                   | 42° 05′ 25″ N, 1° 07′ 31″ E / 42.0902102303208°N,1.12516182549787°E          |                                            |                                       | Modifica les dades a Wikidata |
|        | la Pedra                    | la Baronia de Rialb | masia            |                                                   | 41° 58′ 00″ N, 1° 13′ 26″ E / 41.9667°N,1.22391°E                            |                                            |                                       | Modifica les dades a Wikidata |
|        | la Serreta                  | la Baronia de Rialb | masia            |                                                   | 42° 01′ 00″ N, 1° 09′ 43″ E / 42.0167933713942°N,1.1619459113687°E           |                                            |                                       | Modifica les dades a Wikidata |
|        | la Treita                   | la Baronia de Rialb | masia            |                                                   | 42° 06′ 25″ N, 1° 08′ 30″ E / 42.1068244886808°N,1.14165261885827°E          |                                            |                                       | Modifica les dades a Wikidata |
|        | les Barraques               | la Baronia de Rialb | masia            |                                                   | 42° 06′ 04″ N, 1° 09′ 21″ E / 42.1011996136184°N,1.15584510786693°E          |                                            |                                       | Modifica les dades a Wikidata |
|        | les Bòfies                  | la Baronia de Rialb | masia            |                                                   | 42° 02′ 02″ N, 1° 12′ 32″ E / 42.0338028224454°N,1.20901660742016°E          |                                            |                                       | Modifica les dades a Wikidata |
|        | les Cots                    | la Baronia de Rialb | masia            |                                                   | 42° 06′ 09″ N, 1° 09′ 51″ E / 42.102597933198°N,1.1642357490821°E            |                                            |                                       | Modifica les dades a Wikidata |
|        | les Picoles                 | la Baronia de Rialb | masia            |                                                   | 42° 01′ 33″ N, 1° 12′ 56″ E / 42.0258789083915°N,1.21547185861755°E          |                                            |                                       | Modifica les dades a Wikidata |
|        | les Torretes de Bellfort    | la Baronia de Rialb | masia            |                                                   | 41° 59′ 08″ N, 1° 10′ 08″ E / 41.985592636964°N,1.1688092138201°E            |                                            |                                       | Modifica les dades a Wikidata |
|        | los Pins Alts               | la Baronia de Rialb | masia            |                                                   | 42° 01′ 37″ N, 1° 09′ 46″ E / 42.0270828178241°N,1.16278489143419°E          |                                            |                                       | Modifica les dades a Wikidata |

## molí d'aigua
| imatge | Nom                 | Ubicat a            | instància de | Detalls                     | coordenades                                                         | Protecció                                  | Commons (més fotos) | Dades a WD                    |
| ------ | ------------------- | ------------------- | ------------ | --------------------------- | ------------------------------------------------------------------- | ------------------------------------------ | ------------------- | ----------------------------- |
|        | Molí de Gualter     | la Baronia de Rialb | molí d'aigua | Estil: arquitectura popular | 41° 55′ 55″ N, 1° 12′ 03″ E / 41.9319°N,1.20074°E                   | bé integrant del patrimoni cultural català |                     | Modifica les dades a Wikidata |
|        | Molí de Sols de Riu | la Baronia de Rialb | molí d'aigua | Estil: arquitectura popular | 41° 57′ 23″ N, 1° 12′ 23″ E / 41.9564°N,1.20642°E                   | bé integrant del patrimoni cultural català |                     | Modifica les dades a Wikidata |
|        | Molí de Terrassola  | la Baronia de Rialb | molí d'aigua |                             | 42° 03′ 58″ N, 1° 10′ 10″ E / 42.0661877913926°N,1.16957419362301°E |                                            |                     | Modifica les dades a Wikidata |
|        | Molí de la Guàrdia  | la Baronia de Rialb | molí d'aigua | Estil: arquitectura popular | 41° 58′ 58″ N, 1° 12′ 12″ E / 41.9827°N,1.20343°E                   | bé integrant del patrimoni cultural català |                     | Modifica les dades a Wikidata |
|        | Molí del Fidel      | la Baronia de Rialb | molí d'aigua |                             | 42° 00′ 28″ N, 1° 09′ 22″ E / 42.007904262169°N,1.156093811694°E    |                                            |                     | Modifica les dades a Wikidata |
|        | Molí del Llargués   | la Baronia de Rialb | molí d'aigua | Estil: arquitectura popular |                                                                     | bé integrant del patrimoni cultural català |                     | Modifica les dades a Wikidata |
|        | Molí del Sedenyes   | la Baronia de Rialb | molí d'aigua | Estil: arquitectura popular | 42° 02′ 11″ N, 1° 10′ 47″ E / 42.0363°N,1.17968°E                   | bé integrant del patrimoni cultural català |                     | Modifica les dades a Wikidata |

## muntanya
| imatge | Nom                         | Ubicat a                                                | instància de | Detalls | coordenades                                                             | Protecció | Commons (més fotos)               | Dades a WD                    |
| ------ | --------------------------- | ------------------------------------------------------- | ------------ | ------- | ----------------------------------------------------------------------- | --------- | --------------------------------- | ----------------------------- |
|        | Balçorra                    | la Baronia de Rialb                                     | muntanya     |         | 42° 04′ 53″ N, 1° 10′ 30″ E / 42.0814°N,1.17507°E 904.3 msnm            |           |                                   | Modifica les dades a Wikidata |
|        | Cap de l'Obaga de la Fenosa | la Baronia de Rialb                                     | muntanya     |         | 42° 01′ 47″ N, 1° 11′ 44″ E / 42.0297°N,1.19564°E 717.7 msnm            |           |                                   | Modifica les dades a Wikidata |
|        | Cap de la Costa de Treguany | la Baronia de Rialb                                     | muntanya     |         | 42° 02′ 55″ N, 1° 12′ 41″ E / 42.0486°N,1.21127°E 795.7 msnm            |           |                                   | Modifica les dades a Wikidata |
|        | Cogulló de Sant Quiri       | Isona i Conca Dellà la Baronia de Rialb                 | muntanya     |         | 42° 06′ 30″ N, 1° 07′ 56″ E / 42.10837222°N,1.13212778°E 1355 msnm      |           | Cogulló de Sant Quiri             | Modifica les dades a Wikidata |
|        | Roc de les Bruixes          | la Baronia de Rialb                                     | muntanya     |         | 41° 59′ 20″ N, 1° 14′ 25″ E / 41.98899722°N,1.24029722°E 532.3 msnm     |           |                                   | Modifica les dades a Wikidata |
|        | Roca Carbonera              | la Baronia de Rialb                                     | muntanya     |         | 41° 59′ 07″ N, 1° 14′ 48″ E / 41.98533972°N,1.24679444°E 554.7 msnm     |           |                                   | Modifica les dades a Wikidata |
|        | Roca Roja                   | Isona i Conca Dellà la Baronia de Rialb                 | muntanya     |         | 42° 04′ 20″ N, 1° 06′ 01″ E / 42.0722101705°N,1.10016255867°E 1239 msnm |           | Roca Roja (la Baronia de Rialb)   | Modifica les dades a Wikidata |
|        | Sant Miquel                 | Isona i Conca Dellà la Baronia de Rialb Artesa de Segre | muntanya     |         | 42° 03′ 44″ N, 1° 05′ 53″ E / 42.06222°N,1.097954°E 1190 msnm           |           | Sant Miquel (Isona i Conca Dellà) | Modifica les dades a Wikidata |
|        | Serra de Montlleví          | la Baronia de Rialb Peramola                            | muntanya     |         | 42° 04′ 03″ N, 1° 13′ 46″ E / 42.06743056°N,1.22948611°E 973.3 msnm     |           |                                   | Modifica les dades a Wikidata |
|        | Serrat de Gualter           | la Baronia de Rialb                                     | muntanya     |         | 41° 56′ 23″ N, 1° 10′ 39″ E / 41.93960833°N,1.177575°E 651.8 msnm       |           |                                   | Modifica les dades a Wikidata |
|        | Serrat de la Mallola        | la Baronia de Rialb                                     | muntanya     |         | 41° 57′ 46″ N, 1° 10′ 51″ E / 41.96286111°N,1.18079722°E 662.1 msnm     |           |                                   | Modifica les dades a Wikidata |
|        | Serrat de les Forques       | la Baronia de Rialb                                     | muntanya     |         | 41° 59′ 23″ N, 1° 10′ 41″ E / 41.9897°N,1.17814°E 659.6 msnm            |           |                                   | Modifica les dades a Wikidata |
|        | Tossal de Cornudella        | la Baronia de Rialb                                     | muntanya     |         | 42° 01′ 25″ N, 1° 11′ 44″ E / 42.02367778°N,1.19557778°E 626.6 msnm     |           |                                   | Modifica les dades a Wikidata |
|        | Tossal de l'Alzina          | la Baronia de Rialb                                     | muntanya     |         | 42° 04′ 14″ N, 1° 10′ 36″ E / 42.07052778°N,1.17679722°E 771.9 msnm     |           |                                   | Modifica les dades a Wikidata |
|        | Tossal de la Bastida        | la Baronia de Rialb                                     | muntanya     |         | 42° 00′ 29″ N, 1° 14′ 53″ E / 42.008°N,1.24817°E 706 msnm               |           |                                   | Modifica les dades a Wikidata |
|        | Tossal dels Camps           | la Baronia de Rialb                                     | muntanya     |         | 42° 04′ 00″ N, 1° 10′ 59″ E / 42.0666°N,1.18299°E 647.7 msnm            |           |                                   | Modifica les dades a Wikidata |
|        | Turonet de la Bastida       | Bassella la Baronia de Rialb                            | muntanya     |         | 42° 00′ 54″ N, 1° 14′ 38″ E / 42.01505556°N,1.24391667°E 708.4 msnm     |           |                                   | Modifica les dades a Wikidata |
|        | el Serrat Alt               | la Baronia de Rialb                                     | muntanya     |         | 41° 59′ 33″ N, 1° 14′ 42″ E / 41.9926°N,1.24503°E 622.4 msnm            |           |                                   | Modifica les dades a Wikidata |
|        | la Fita                     | la Baronia de Rialb                                     | muntanya     |         | 41° 58′ 18″ N, 1° 13′ 29″ E / 41.97152778°N,1.22471111°E 605.4 msnm     |           |                                   | Modifica les dades a Wikidata |
|        | la Guàrdia                  | la Baronia de Rialb                                     | muntanya     |         | 42° 00′ 08″ N, 1° 10′ 52″ E / 42.0023°N,1.18119°E 724.6 msnm            |           |                                   | Modifica les dades a Wikidata |

## serra
| imatge | Nom                      | Ubicat a                                | instància de | Detalls      | coordenades                                                          | Protecció | Commons (més fotos) | Dades a WD                    |
| ------ | ------------------------ | --------------------------------------- | ------------ | ------------ | -------------------------------------------------------------------- | --------- | ------------------- | ----------------------------- |
|        | Roc de Benavent          | Isona i Conca Dellà la Baronia de Rialb | serra        | Llarg: 3km   | 42° 04′ 29″ N, 1° 06′ 02″ E / 42.074689°N,1.100604°E                 |           | Roc de Benavent     | Modifica les dades a Wikidata |
|        | Serra de la Conca        | Isona i Conca Dellà la Baronia de Rialb | serra        | Llarg: 1.5km | 42° 06′ 45″ N, 1° 08′ 07″ E / 42.112426°N,1.13527°E                  |           |                     | Modifica les dades a Wikidata |
|        | Serra dels Capellans     | Bassella la Baronia de Rialb            | serra        |              | 42° 00′ 15″ N, 1° 15′ 25″ E / 42.0043°N,1.25702°E 644 msnm           |           |                     | Modifica les dades a Wikidata |
|        | les Tres Creus           | Coll de Nargó la Baronia de Rialb       | serra        |              | 42° 05′ 17″ N, 1° 11′ 29″ E / 42.08797222°N,1.19143889°E 1025.9 msnm |           |                     | Modifica les dades a Wikidata |
|        | serra de Cal Tomàs       | la Baronia de Rialb                     | serra        |              | 42° 02′ 19″ N, 1° 11′ 09″ E / 42.0387°N,1.18572°E 670.1 msnm         |           |                     | Modifica les dades a Wikidata |
|        | serra de Palou           | la Baronia de Rialb                     | serra        |              | 42° 01′ 21″ N, 1° 12′ 17″ E / 42.02238889°N,1.20475833°E 741.7 msnm  |           |                     | Modifica les dades a Wikidata |
|        | serra de l'Arçosa        | la Baronia de Rialb Peramola            | serra        |              | 42° 02′ 45″ N, 1° 13′ 50″ E / 42.04572222°N,1.23065°E 1070.9 msnm    |           |                     | Modifica les dades a Wikidata |
|        | serra de la Treita       | la Baronia de Rialb                     | serra        |              | 42° 05′ 28″ N, 1° 08′ 05″ E / 42.09113889°N,1.13479722°E 1260.5 msnm |           |                     | Modifica les dades a Wikidata |
|        | serra dels Plans         | la Baronia de Rialb                     | serra        |              | 42° 02′ 21″ N, 1° 10′ 04″ E / 42.0393°N,1.16787°E 636.7 msnm         |           |                     | Modifica les dades a Wikidata |
|        | serrat de Cal Pejan      | la Baronia de Rialb                     | serra        |              | 42° 04′ 03″ N, 1° 07′ 00″ E / 42.06758611°N,1.11657222°E 1168.7 msnm |           |                     | Modifica les dades a Wikidata |
|        | serrat de Castilla       | la Baronia de Rialb                     | serra        |              | 42° 05′ 36″ N, 1° 08′ 59″ E / 42.0933°N,1.1497°E 1134.3 msnm         |           |                     | Modifica les dades a Wikidata |
|        | serrat de Ramoneda       | la Baronia de Rialb Peramola            | serra        |              | 42° 04′ 33″ N, 1° 12′ 23″ E / 42.0758°N,1.20639°E 876.1 msnm         |           |                     | Modifica les dades a Wikidata |
|        | serrat de Serrallímpia   | la Baronia de Rialb                     | serra        |              | 41° 58′ 54″ N, 1° 11′ 26″ E / 41.98158333°N,1.19048056°E 818.3 msnm  |           |                     | Modifica les dades a Wikidata |
|        | serrat de Turpí          | la Baronia de Rialb                     | serra        |              | 42° 04′ 01″ N, 1° 07′ 51″ E / 42.06702778°N,1.13085556°E 1080.9 msnm |           |                     | Modifica les dades a Wikidata |
|        | serrat de l'Herba-sana   | la Baronia de Rialb                     | serra        |              | 42° 04′ 22″ N, 1° 06′ 25″ E / 42.0727°N,1.10706°E 1196.6 msnm        |           |                     | Modifica les dades a Wikidata |
|        | serrat de la Mola d'Esto | Artesa de Segre la Baronia de Rialb     | serra        |              | 42° 02′ 55″ N, 1° 06′ 30″ E / 42.04861111°N,1.10823333°E 1091.5 msnm |           |                     | Modifica les dades a Wikidata |
|        | serrat de la Socarrada   | la Baronia de Rialb                     | serra        |              | 42° 04′ 42″ N, 1° 07′ 27″ E / 42.0784°N,1.12422°E 1221.1 msnm        |           |                     | Modifica les dades a Wikidata |
|        | serrat del Pla           | la Baronia de Rialb                     | serra        |              | 42° 00′ 20″ N, 1° 14′ 38″ E / 42.0055°N,1.2439°E 706 msnm            |           |                     | Modifica les dades a Wikidata |
|        | serrat del Pèl           | la Baronia de Rialb                     | serra        |              | 42° 04′ 50″ N, 1° 06′ 58″ E / 42.08047222°N,1.11620833°E 1247.8 msnm |           |                     | Modifica les dades a Wikidata |
|        | serrat dels Brucs        | la Baronia de Rialb                     | serra        |              | 42° 02′ 48″ N, 1° 07′ 17″ E / 42.04655556°N,1.12125556°E 1013.3 msnm |           |                     | Modifica les dades a Wikidata |

## vèrtex geodèsic
| imatge | Nom        | Ubicat a            | instància de    | Detalls   | coordenades                                                       | Protecció | Commons (més fotos) | Dades a WD                    |
| ------ | ---------- | ------------------- | --------------- | --------- | ----------------------------------------------------------------- | --------- | ------------------- | ----------------------------- |
|        | Gualter    | la Baronia de Rialb | vèrtex geodèsic | Alt: 1.2m | 41° 56′ 23″ N, 1° 10′ 39″ E / 41.93961°N,1.177575°E 654.076 msnm  |           |                     | Modifica les dades a Wikidata |
|        | La Guardia | la Baronia de Rialb | vèrtex geodèsic | Alt: 1.2m | 42° 00′ 08″ N, 1° 10′ 52″ E / 42.002296°N,1.181198°E 725.316 msnm |           |                     | Modifica les dades a Wikidata |

## Misc
| imatge | Nom                                                | Ubicat a                                                            | instància de                                                       | Detalls                                                                       | coordenades                                                                                       | Protecció                                            | Commons (més fotos)                                | Dades a WD                    |
| ------ | -------------------------------------------------- | ------------------------------------------------------------------- | ------------------------------------------------------------------ | ----------------------------------------------------------------------------- | ------------------------------------------------------------------------------------------------- | ---------------------------------------------------- | -------------------------------------------------- | ----------------------------- |
|        | Balma de Cal Ganxó                                 | la Baronia de Rialb                                                 | abric rocós                                                        |                                                                               | 41° 59′ 54″ N, 1° 13′ 54″ E / 41.9983371496099°N,1.23170831424039°E                               |                                                      |                                                    | Modifica les dades a Wikidata |
|        | C-1412b                                            | Ponts la Baronia de Rialb Artesa de Segre Isona i Conca Dellà Tremp | carretera                                                          |                                                                               | 41° 55′ 20″ N, 1° 11′ 33″ E / 41.9223°N,1.19262°E                                                 |                                                      |                                                    | Modifica les dades a Wikidata |
|        | Meandre del Segre a Gualter                        | Ponts la Baronia de Rialb                                           | zona humida                                                        | Superfície: 10.8ha                                                            | 41° 55′ 55″ N, 1° 12′ 04″ E / 41.9319°N,1.2012°E 360 msnm                                         |                                                      | Meandre del Segre a Gualter                        | Modifica les dades a Wikidata |
|        | Pont de Paracolls                                  | la Baronia de Rialb                                                 | pont                                                               |                                                                               | 42° 01′ 45″ N, 1° 07′ 55″ E / 42.0293027187313°N,1.13182132371293°E                               |                                                      |                                                    | Modifica les dades a Wikidata |
|        | Porxos del carrer Major                            | Gualter                                                             | porxe                                                              | Estil: arquitectura popular                                                   | 41° 55′ 56″ N, 1° 11′ 44″ E / 41.9321°N,1.19557°E                                                 | bé integrant del patrimoni cultural català           | Porxos del carrer Major                            | Modifica les dades a Wikidata |
|        | Premsa i forn del castell                          | Polig                                                               | forn de pa                                                         | Estil: arquitectura popular                                                   | 41° 58′ 53″ N, 1° 13′ 12″ E / 41.981278°N,1.220075°E ca:Politg                                    | bé integrant del patrimoni cultural català           | Premsa i forn del castell                          | Modifica les dades a Wikidata |
|        | Retaule de Sant Iscle i Santa Victòria de la Torre | Polig                                                               | retaule                                                            | Creador: No/unknown value Estil: pintura gòtica                               | 41° 58′ 52″ N, 1° 13′ 11″ E / 41.981223°N,1.219737°E Sant Josep de Polig                          |                                                      | Retaule de Sant Iscle i Santa Victòria de la Torre | Modifica les dades a Wikidata |
|        | Segre                                              | Catalunya Pirineus Orientals                                        | riu curs d'aigua riu aurífer                                       | Desemboca: Ebre Llarg: 265km Conca: 22400km²                                  | 42° 24′ 09″ N, 2° 06′ 30″ E / 42.4025°N,2.1084°E 41° 21′ 48″ N, 0° 18′ 16″ E / 41.3633°N,0.3044°E |                                                      | Segre River                                        | Modifica les dades a Wikidata |
|        | alzinera de Cal Penjat                             | la Baronia de Rialb                                                 | arbre singular                                                     | Taxon: carrasca (Quercus rotundifolia) Ample: 18.5m Alt: 15m Perímetre: 3.07m | 42° 04′ 21″ N, 1° 11′ 20″ E / 42.072538°N,1.189027°E ca:Cal Penjat, el Puig de Rialb 700 msnm     | arbre monumental                                     | Alzinera de Cal Penjat                             | Modifica les dades a Wikidata |
|        | casa consistorial de la Baronia de Rialb           | la Baronia de Rialb                                                 | casa consistorial                                                  |                                                                               | 41° 55′ 41″ N, 1° 11′ 54″ E / 41.9279256°N,1.1984603°E                                            |                                                      |                                                    | Modifica les dades a Wikidata |
|        | dolmen de Sòls de Riu                              | la Baronia de Rialb                                                 | dolmen                                                             |                                                                               | 41° 59′ 01″ N, 1° 12′ 11″ E / 41.983479°N,1.203047°E 435 msnm                                     |                                                      | Dolmen de Sòls de Riu                              | Modifica les dades a Wikidata |
|        | pantà de Rialb                                     | la Baronia de Rialb Tiurana Bassella Oliana Peramola                | embassament                                                        | Conca: 3320km²                                                                | 41° 56′ 25″ N, 1° 11′ 38″ E / 41.94037222°N,1.193775°E                                            |                                                      | Pantà de Rialb                                     | Modifica les dades a Wikidata |
|        | presa de Rialb                                     | Noguera Alt Urgell la Baronia de Rialb Tiurana                      | presa de gravetat Ús: regadiu aigua potable energia hidroelèctrica | Llarg: 605m Alt: 101m Volum: 1200000m³                                        | 41° 56′ 25″ N, 1° 11′ 38″ E / 41.940369444444°N,1.1937805555556°E 436 337 msnm                    |                                                      | Pantà de Rialb                                     | Modifica les dades a Wikidata |
|        | vila closa de Polig                                | la Baronia de Rialb                                                 | vila closa                                                         | 17th century                                                                  | 41° 58′ 55″ N, 1° 13′ 09″ E / 41.981962°N,1.219167°E ca:Nucli de Politg 645 msnm                  | bé d'interès cultural bé cultural d'interès nacional | Vila closa de Politg                               | Modifica les dades a Wikidata |